# Regno del Funan
Funan (in cinese: 扶南S, FúnánP o 跋南S, BunongP) è la denominazione con cui le cronache cinesi indicano a partire dal III secolo d.C. un'entità politica pre-Angkoriana estesa dal delta del Mekong alla penisola malese. Sono ad essa correlati i ritrovamenti archeologici di Óc Eo ed Angkor Borei, che ne erano i centri più importanti.
Il nome autoctono del regno che i Cinesi definirono Funan è sconosciuto: alcune ipotesi come Nakhor Phnom restano ancora incerte, visto che la parola cinese "Funan" può certamente derivare dal Khmer bhnàm o vhnàm (moderno: phnòm), ma anche semplicemente dal suffisso nàn, che indica semplicemente il Sud.

## Storia
Nonostante insediamenti umani nell'area siano stati riscontrati a partire dal IV secolo a.C., si ritiene che il regno del Funan sia effettivamente sorto nel I secolo d.C. in territorio oggi vietnamita sul delta del Mekong, in un'area che permetteva la pesca e la coltivazione del riso, fattori essenziali per l'economia del regno. Il Funan doveva tuttavia la sua prosperità soprattutto al commercio, visto che il regno occupava una posizione nodale per il commercio marittimo tra India e Cina, considerato anche il fatto che le turbolenze politiche e dinastiche presenti in Cina nel III secolo avevano reso meno sicura la via della seta e le altre strade di comunicazione attraverso la terraferma.
Il Funan è considerato il primo tra i "regni indianizzati" del Sud-est asiatico. Con questa definizione si indicano quelle entità statuali sorte nella regione e rispondenti agli stimoli della civilizzazione che ebbe luogo nell'India settentrionale nel millennio precedente. A differenza di altre civilizzazioni avvenute, ad esempio, in Europa ad opera dell'Impero romano], l'indianizzazione del Sud-est asiatico fu un processo molto più lento e graduale, visto che mancò ogni forma di dominio diretto. Nonostante questo elemento, la religione, il pensiero politico, la letteratura, la mitologia e l'arte indiana penetrarono nei secoli le culture autoctone, divenendone parte integrante. La religione, la cultura, la corte, la struttura e l'ordinamento politico furono ispirati ai modelli indiani, la lingua di corte era il sanscrito, furono adottate le Leggi di Manu e fu introdotto un alfabeto basato sulla scrittura indiana. Dall'India furono inoltre importate tecniche d'irrigazione più avanzate e si svilupparono anche tecniche di drenaggio dell'acqua.
Se il ruolo dell'India nella cultura e nella storia del Funan fu indubitabilmente centrale, resta il fatto che dobbiamo ai cinesi la conoscenza delle notizie storiche pervenuteci. Le notizie più antiche sono quelle riportate nel Sānguó zhì (Storia dei tre regni), opera annalistica redatta nel 289 d.C. da Chèn Shòu (233-297), in cui sono ricordate due ambascerie funanesi intorno agli anni 225-230 e 243.
Un'opera annalistica cinese più tarda (la Storia della dinastia Liáng o Liáng shū, redatta da Yáo Chá e Yáo Sīlián entro il 636) riporta invece come gli inviati Cinesi Kāng Tài e Zhū Yīng visitarono nel III secolo d.C. una terra da loro battezzata Funan. Benché composti prevalentemente da citazioni di altri testi, è grazie al racconto di questi viaggiatori cinesi che sappiamo come i villaggi e i palazzi fossero fortificati, la zona fosse attiva nella costruzione di navi e navigli, gli utensili fossero a volte realizzati in argento, le tasse pagate in oro, gemme o essenze profumate, fosse praticata la schiavitù e la giustizia amministrata mediante riti ordalici. Gli annali di Liang menzionano inoltre edifici costruiti su palafitte e statue di dei dalle molte braccia, confermando la tesi per cui lo scambio con l'India non fosse limitato al solo commercio ma includesse anche idee e manufatti religiosi.
Gli studiosi non possiedono elementi sicuri per identificare quale fosse la capitale del Funan, considerando anche che la sua natura statuale non era lontanamente paragonabile a ciò che intendiamo per stato moderno. Benché per gli autori Cinesi fosse un impero unitario, il Funan sembrerebbe maggiormente assomigliare ai nostri occhi ad un insieme di città-stato e territori a volte in guerra tra loro, a volte pacificati e unificati. 
Al tempo della sua massima espansione, in ogni caso, il Funan e tutti i suoi principati si estendeva in un territorio molto vasto, includente quasi tutto il Sud-est asiatico: la moderna Cambogia, il Vietnam del Sud, parti del Laos, della Thailandia e della Birmania, fino alla penisola malese.
Gli studiosi discutono ancora oggi sulla provenienza etno-linguistica del popolo funanese, che resta incerta vista la presenza di teorie diverse, secondo le quali la sua origine potrebbe derivare da un ceppo Austronesiano o - in alternativa - da uno Mon-Khmer. Secondo altri studiosi, invece, è possibile ipotizzare una compresenza di popolazioni pre-indonesiane diverse giunte con ondate migratorie successive, a cui si aggiunse successivamente un ceppo mon-khmer.
Ciò che è invece certo è che la regione aveva un porto di particolare rilievo nella regione, Óc Eo, ed una grande città più a nord - probabilmente, almeno in un secondo tempo, la capitale - Angkor Borei. Il rilievo commerciale del regno del Funan è non solo indicato dalle cronache cinesi, ma anche dai recenti ritrovamenti di spedizioni Francesi e Vietnamite nell'area di Óc Eo: sculture votive e gioielleria indiana, monete romane del II secolo, specchi cinesi in bronzo e altri beni di consumo sono solo alcuni tra i ritrovamenti che testimoniano un vivace commercio internazionale. Secondo lo studioso tedesco Albrecht Dihle, Óc Eo andrebbe identificato con il porto di Kattigara, indicato dal geografo ed erudito alessandrino Tolomeo. Secondo Dihle, i reperti scoperti ad Óc Eo ben si adattano alla descrizione fornita da Tolomeo grazie alla testimonianza di un marinaio di nome Alessandro.
A spiegare l'importanza raggiunta da un porto come Óc Eo concorrono due ragioni: la prima è l'interruzione delle vie terrestri di comunicazione verso la Cina a causa della crisi politica e dinastica del III secolo. L'insicurezza delle strade terrestri rese fondamentale il controllo delle vie marittime, che il Funan esercitave mediante il proprio dominio sull'istmo di Kra. La seconda è il fatto che la navigazione avveniva al tempo largamente sottocosta, dando a porti intermedi sulla rotta (come Óc Eo) un particolare rilievo.
Con il progredire delle tecniche nautiche, però, tale ruolo era destinato a ridimensionarsi: le navi potevano effettuare rotte in mare aperto, evitando lunghe navigazioni attorno alle coste. Un ruolo commerciale predominante fu assunto da altri porti, soprattutto indonesiani, come ad esempio quelli controllati dal regno di Srivijaya. Per Óc Eo, ciò significò il suo progressivo declino ed abbandono; per il regno del Funan, la conclusione di un periodo di grande prestigio e ricchezza.
Sulle modalità in cui il regno si disgregò, tuttavia, manca l'accordo degli studiosi. Secondo una tesi più risalente, basata anche su alcune tarde cronache cinesi, il Funan fu annientato con la forza e annesso da un diverso regno emergente sorto in una regione più settentrionale: il regno del Chēn-la (o Zhenla). Una più recente tesi si basa invece su una re-interpretazione sistematica delle fonti cinesi, grazie alla quale ricava la convinzione che non ci fu nessuna guerra tra Chēn-la e Funan, ma solo un progressivo e lento spostamento della popolazione funanese verso Nord, alla ricerca di nuove risorse dopo che le ricchezze derivanti dal commercio erano svanite. D'altra parte, le iscrizioni indicano come quasi tutte le famiglie regnanti nel Funan e nel Chēn-la fossero in qualche modo imparentate, ciò deponendo a favore di un'ipotesi di trasferimento di poteri più graduale e pacifica.

## Organizzazione del regno
Il regno era molto probabilmente un'entità divisa in diversi regni e principati frequentemente in lotta gli uni contro gli altri; lo studioso Claude Jacques lo paragona alla Gallia di Vercingetorige.
La frammentazione etnica e morfologica del territorio contribuirono alla peculiare organizzazione territoriale e statuale del Funan e degli altri regni della zona.. Gli studiosi utilizzano per descrivere le relazioni internazionali intercorrenti tra gli stati della regione il concetto di mandala, coniato dallo storico O. W. Wolters nel 1982. Mandala è un termine sanscrito che vuol dire "cerchio".
La parola assume nella cultura buddista e induista significati religiosi e filosofici. Nella teoria di Wolters, invece, il mandala è una metafora che indica come negli stati regionali il potere assumesse una forma simile a centri concentrici. In altre parole, gli stati non possedevano confini certi, ma aree di influenza variabili. Queste aree di influenza erano più o meno vaste a seconda del periodo storico, ma non erano quasi mai esclusive. La genesi storica del fenomeno può essere descritta così: dagli insediamenti dell'età del ferro emersero piccole città che assoggettarono porzioni di territorio circostanti. Queste città erano governate da autorità locali, che potevano poi essere sottomesse (mediante il pagamento di tributi, o bunga mas) ad un'autorità centrale più forte. La presenza di un re a cui pagare tributi non comportava quasi mai la perdita totale dell'autonomia amministrativa locale. Si tratta quindi di un sistema che enfatizzava il legame personale tra il capo locale e il suo re, piuttosto che l'aspetto di annessione territoriale. Inoltre, il sistema del mandala era spesso non-esclusivo: un tributario poteva essere legato a più centri di influenza, anche contemporaneamente. 
Lo stesso modello appena descritto può essere utile a spiegare non solo le relazioni interne agli stati, ma anche il sistema di relazioni tra gli stati della regione. La teoria del mandala aiuta quindi a comprendere esattamente l'affermazione per cui il regno del Funan si estese dal sud del Delta del Mekong fino a comprendere porzioni dell'attuale Malesia (controllando lo stretto di Kra), Thailandia, Birmania, Cambogia e Vietnam.

## Arte
Gli scavi archeologici iniziati nel 1942 dall'archeologo francese Mallaret nella regione di Óc Eo hanno portato alla luce monili e altri manufatti in oro e stagno e perle in pasta di vetro, oltre ad altri monili provenienti dai paesi con cui il Funan commerciava (specchi di forgia cinese, amuleti indiani, medaglioni romani).
Dal punto di vista artistico, tuttavia, le tracce più significative lasciate dal regno del Funan sono rappresentate dal gruppo di statue dallo stile caratteristico che va sotto il nome di "stile di Phnom Da". Phnom Da è una collina situata nei pressi di Angkor Borei presso cui molti esemplari di statue sono stati rinvenuti. Le statue ritrovate sono prevalentemente vishnuite e dimostrano una significativa omogeneità. Esse possono essere morfologicamente ricondotte alla statuaria indiana del periodo Gupta: esse presentano infatti occhi a mandorla, arco delle sopracciglia quasi continuo, volto ovale, trattamento naturalistico dei dettagli anatomici. Nonostante i chiari richiami alla scultura Indiana, lo stile del Phnom Da è comunque indipendente e distinto dal suo modello. Ad esempio, la postura delle statue è diversa: pur richiamando il classico tribhanga (ossia la triplice flessione del corpo presente nella statuaria indiana), essa è più accennate e si presenta con una minore flessione del corpo sulla gamba d'appoggio e una minore accentuazione dei fianchi. Inoltre, i dettagli naturalistici dei corpi si accompagnano a volti umani lontani da ogni sensualità e quasi astratti. 
La più importante statua rinvenuta a Phnom Da è in arenaria e raffigura un Visnù di 2,87 metri di altezza. Tale statua è stata identificata dagli studiosi con quasi assoluta certezza con l'Hari Kambujendra (Vishnu, Signore del Paese di Kambu, cioè degli Khmer) cui fa riferimento l'iscrizione K549 rinvenuta in un tempio poco distante dal luogo del ritrovamento, costruito in epoca molto più tarda (XII secolo). La statua, scolpita in un unico blocco di arenaria, presenta un arco di sostegno sospeso sulla testa, cui sono agganciate le otto mani recanti i principali attributi della divinità. Al momento del ritrovamento, la statua si trovava insieme a due figure di minore grandezza: la prima ritrae Rāma l'eroe protagonista del Ramayana e misura 1,85 metri; la seconda effigia invece Balarāma, fratello maggiore di Krishna e misura 1,76 metri. Benché stilisticamente omogenee, non ci sono indicazioni precise sul fatto che tali statue costituissero un trittico. La loro datazione è ipotizzata tra la fine del VI e l'inizio del VII secolo.
La presenza di un arco di appoggio intorno alla statua è un ulteriore elemento di distacco dalla statuaria indiana. In effetti, la scultura in pietra indiana classica non pervenì mai al tutto tondo, preferendo modalità realizzative che contemplavano la presenza di una stele in pietra come sfondo e sostegno di un rilievo molto alto. La statuaria khmer, al contrario, si pose subito alla ricerca di modalità di esecuzione che permettessero di allontanarsi il più possibile dall'ingombro della stele, preferendo l'esecuzione a tutto tondo. L'abbandono completo del sostegno di sfondo si ebbe solo a partire dal IX secolo (quindi ben dopo lo stile del Phnom Da). Tuttavia, la presenza - attestata fin dal VI secolo - di statue in arenaria dotate di un arco di sostegno al posto dell'intera stele, è un elemento significativo per comprendere come i risultati raggiunti più tardi avessero una precisa origine estetica molto risalente nel tempo. L'arco di sostegno era particolarmente usato in presenza di divinità a più braccia: l'arco serviva qui a fissare (anche mediante l'uso di traversine) gli avambracci o le mani, recanti gli attributi della divinità. Nel caso di figure con due sole mani è attestato l'uso di un diverso sistema per garantire il massimo sostegno alla statua pur senza appoggiare la stessa ad una stele: si tratta del metodo che consiste nel non scolpire la pietra posta tra le caviglie della figura. Questa modalità, ad esempio, è visibile nella statua di un Krishna Govardhana del VI-VII secolo, ossia di un avatara del dio Vishnu che solleva la montagna Govardhana per proteggere i pastori della zona da un terribile uragano.
Da località vicine ma diverse rispetto a Phnom Da provengono altri esempi di statuaria funanese, anch'essi in arenaria e tutti coevi rispetto a quelli di Phnom Da. Si tratta dei ritrovamenti effettuati a Vat Koh, Tuol Dai Buon, Kuk Trap, Tuol Kamnap, Ashram Maha Rosei. Pur con alcune specificità locali, emerge una complessiva unità stilistica rispetto allo "stile di Phnom Da", accompagnata da un'elevata capacità di realizzazione tecnica dei manufatti - quasi sempre di grande valore artistico. Questo elemento ha portato molti studiosi a chiedersi come artisti così raffinati fossero apparentemente scaturiti dal nulla, visto che nessuna scultura rignificativa ci è giunta dai tre secoli precedenti. In effetti, è possibile ipotizzare che i mercanti indiani abbiano importato statue di ridotte dimensioni (ad esempio bronzi), realizzati secondo lo stile del periodo Gupta, e che queste opere più piccole siano state utilizzate come modelli. È però alquanto improbabile che statue intere delle dimensioni di quelle di Phnom Da abbiano potuto affrontare un simile trasporto. Alcuni studiosi hanno proposto la tesi per cui nei secoli precedenti al VI la statuaria funanese sia stata realizzata con materiali deperibili come il legno, e che solo a partire dalla fine del VI secolo sia stata avviata una produzione in pietra. A conferma di questa tesi, gli studiosi riportano la circostanza che una di queste statue si è eccezionalmente salvata, pervenendo fino ai nostri giorni: si tratta del Buddha ritrovato a Binh Dinh, una località situata nell'attuale Vietnam e nel VI secolo ricompreso in territorio funanese. La statua, alta 1,35 metri, si è preservata grazie al fatto di essere stata sepolta in un terreno paludoso ricco di allume e di sale), elementi che ne hanno ritardato la macerazione. Inoltre, il legno con cui è stata realizzata la scultura appartiene ad una specie arborea(Calophyllum inophyllum) il cui legno è resistente alle termiti. La datazione del manufatto con il metodo del Carbonio-14 non ha dato tuttavia esiti definitivi, dimostrando che l'oggetto può risalire al V-VI secolo, ma senza darne prova inconfutabile.